# Bufo dombensis
Bufo dombensis é uma espécie de anfíbio da família Bufonidae.
Pode ser encontrada nos seguintes países: Angola e Namíbia.
Os seus habitats naturais são: savanas áridas, matagal árido tropical ou subtropical, campos de gramíneas subtropicais ou tropicais secos de baixa altitude, rios intermitentes, marismas intermitentes de água doce e áreas rochosas.
Foi nomeada pelo naturalista português José Vicente Barbosa du Bocage.